# Welsh International 2002
Die Welsh International 2002 im Badminton fanden vom 28. November bis zum 1. Dezember 2002 in Cardiff statt.

## Medaillengewinner
| Disziplin    | Gold                           | Silber                           | Bronze                               |
| ------------ | ------------------------------ | -------------------------------- | ------------------------------------ |
| Herreneinzel | Irwansyah                      | Nikhil Kanetkar                  | Nabil Lasmari                        |
| Herreneinzel | Irwansyah                      | Nikhil Kanetkar                  | Andrew Smith                         |
| Dameneinzel  | Karina de Wit                  | Elena Sukhareva                  | Sara Persson                         |
| Dameneinzel  | Karina de Wit                  | Elena Sukhareva                  | Jill Pittard                         |
| Herrendoppel | Nikolai Sujew Stanislav Pukhov | Peter Jeffrey Julian Robertson   | Evgenij Isakov Andrej Zholobov       |
| Herrendoppel | Nikolai Sujew Stanislav Pukhov | Peter Jeffrey Julian Robertson   | Imanuel Hirschfeld Jörgen Olsson     |
| Damendoppel  | Ella Tripp Joanne Wright       | Liza Parker Suzanne Rayappan     | Natalia Gorodnicheva Elena Sukhareva |
| Damendoppel  | Ella Tripp Joanne Wright       | Liza Parker Suzanne Rayappan     | Akiko Nakashima Chihiro Ohsaka       |
| Mixed        | Nikolai Sujew Marina Yakusheva | Matthew Hughes Joanne Muggeridge | Philippe Bourret Denyse Julien       |
| Mixed        | Nikolai Sujew Marina Yakusheva | Matthew Hughes Joanne Muggeridge | Jörgen Olsson Frida Andreasson       |